# Nymphalis pompadour
Nymphalis pompadour är en fjärilsart som beskrevs av Johann Adam Pollich 1779. Nymphalis pompadour ingår i släktet Nymphalis och familjen praktfjärilar. Inga underarter finns listade i Catalogue of Life.